# Дхарма
Дхарма (деванагари: धर्म, буквално „това, което поддържа, подкрепя и съдържа регулиращия ред на природата“) е термин означаващ „Редът“ или „Естественият закон“, термин от централно значение в дхармичните религии, произлизащи от индийския субконтинент – индуизъм, будизъм, джайнизъм и сикхизъм. Понятието е сравнимо с пътя (Дао) в даоизма и най-простото му значение е на универсален закон за живота, правило и начин на поведение, които са необходими за постигане на естествения ред на нещата. Някои разклонения на индуизма тълкуват Дхарма като чистата истина. Символът ѝ е колелото (Дхармачакра), което е изобразено на националното знаме на Индия.

## Етимология
Дхарма е санскритско понятие (на пали дхамма, тиб. чьо, кит. фа, яп. хо), което произлиза от корен dhr със значение „поддържам“ носи това значение и в различните си приложения. Названието „Дхарма“ е с индо-ирански произход. Коренът на думата, дхар, означава буквално „поддържам“. В различните Веди обаче се срещат и различни разновидности на понятието. В Ригведа например се среща като дхарман, където може да означава различни неща – поддръжник/поклонник, състояние или закон.
В по-съвременните индуски езици Дхарма означава просто „религия“. Наименованията на четирите основни религии, в които терминът се среща, са Инду Дхарма, Буда-Дхарма, Джаин-Дхарма и Сикх Дхарма, съответно за хиндуизъм, будизъм, джайнизъм и сикхизъм.

## В Индуизма
Идеята за Дхарма като вид действие или въплъщение на истинността и правилния път вероятно се е зародила, когато ранната ведическа култура усъвършенства философията за универсален порядък. В Риг Веда вярването (или наблюдението), че естествената справедливост и хармония прониква естествения свят е представено в концепцията за рта, означаваща едновременно 'начинът (пътят) на природата' и редът, който е имплицитен за природата. По този начин рта носи сходство към древната китайска концепция за тао и хераклитската, стоическата и Християнска концепция за логос.
Тази „сила“, която лежи зад природата и държи всичко в баланс става естественият предшественик на идеята за дарма. Идеята за рта се полага означаващо за имплицитното приписване на дарма на „абсолютната реалност“ на обкръжаващия свят, в класическата Ведически Индуизъм следния стих от Риг-Веда е пример за споменаване на рта:
О Индра, поведини по пътя на Рта, правилният път над всяко зло. (Ригведа 10.133.6)
Преводът на рта към модерната идея за дарма се появява в Брихадараниака Упанишада. Упанишадата вижда дарма като универсалният принцип на правото и справедливостта, редът, хармонията, пълната истина, която произтича първо от Брахман. Тя действа като регулаторния морален принцип на Света. Тя е сат (истина), основен принцип на Индуизма.
Тя отзучава от концепцията в Риг Веда за „Екам Сат“ (Истината е Една), или идеята, че Брахман е „Сачидананда“ (Истина-Съзнание-Блаженство). Дарма е не само закон и справедливост, или хармония, но е чиста Реалност. Според Брихадараниака:
Наистина, Дарма е истина. (Брихадараниака Упанишада, 1.4.14)
В Махабхарата Кришна дефинира дарма като:
Дарма държи делата на този и на другия свят. (Махабхарата 8.69.58)

## В Будизма
В будизма Дхарма най-често означава съвкупността от ученията на Буда. Така че основното значение на Дхарма е учение, закон, висша истина, представена най-напред в учението на Сидхарта Гаутама Буда. Сутрата, в която е записано учението за Четирите благородни истини, е с название „Сутра за завъртането на колелото на учението“ (Дхармачакра-правартана сутра). В това си значение терминът най-пълно изразява реалността, която може да се нарече „будистка религия“.
Денят на Дхарма, известен още като Асалха Пуджа, се отбелязва в деня на пълнолунието на 8-ия лунен месец (юли) и се празнува от будистите по цял свят. Празникът олицетворява неизменното движение на Дхарма и отбелязва годишнина от деня, в който Буда произнася в Парка на елените в Бенарес Първата си реч за „Колелото на истината“ (или „Завъртане на колелото на истината“) пред своите първи пет ученици, след като е постигнал просветление.
В „Колелото на истината“ Буда разкрива Четирите Благородни Истини за:
1. Страданието;
2. Причината за страданието;
3. Края на страданието
4. и пътя, по който той да бъде постигнат.

След като чул речта на учителя си първи Конданна постигнал просветление, а малко по-късно и останалите четирима ученици на Буда – Ваппа, Бхадия, Маханам и Асиджи.
Оттогава този специален ден се превръща в един от най-важните празници в будисткия календар, тъй като се смята, че на този ден са положени основите на будизма и Голямото начало на Пътя към просветлението.
В Деня Дхарма будистите по цял свят посещават храмовете си и практикуват Дхарма. Те също така дават малки дарения на монасите и слушат проповедите, които им напомнят за Голямото начало. В края на вечерта будистите присъстват на церемонията виен тиен – обикалят храма, носейки в ръцете си запалени ароматни пръчици и свещи, заедно с монасите, произнасящи проповеди.
Денят Дхарма е свещен за будистите и защото неговата цел е да пречистят съзнанието и духа си, възстановявайки вътрешното си равновесие. За будистите Денят Дхарма е ден за вътрешно уединение и оттегляне от външния свят, от света на материалното и илюзиите. В този ден монасите се оттеглят в храмовете за времето на будистките пости, откъдето ще излязат през октомври, в края на дъждовния сезон за празника Ок Пханса.